# Across Entertainment
株式會社Across Entertainment（日語：株式会社アクロス エンタテインメント）是一家位於日本東京都澀谷區的聲優經紀公司。由曾管理東京俳優生活協同組合的藤崎淳在2008年4月創立。

## 所屬藝人
該公司的聲優分有正式、預留、準預留、業務提攜數級。

### 男性
| 行 - 淺倉一男 - 阿部遼哉 - 五十嵐雅 - 一毅 - 井上寶 - 奧田耕大 行 - 原信也 - 加藤健 - 龜岡孝洋 - 川原慶久 - 紀之貴紀 - 黑澤光司 - 桒原利晃 - 小山剛志 | 行 - 外崎友亮 行 - 中西尚也 - 仲村宗悟 行 - 長谷川芳明 - 花江夏樹 - 濱添伸也 - 柴智康 - 藤澤文翁（文化人，本職為編劇） - 藤田優一 - 帆世雄一 - 堀井茶渡 - 堀之內仁 | 行 - 町田大和 - 村上喜紀 - 村田太志 - 本幸拓真 - 森涉 ～行 - 山寺宏一 - 山根久幸 - 若林亮 |

### 女性
| 行 - 葵響 - 綾見有紀 - 飯塚雅弓 - 池澤春菜 - 池田理惠 - 池邊久美子 - 石田佳名子 - 伊瀨茉莉也 - 犬山犬子 - 內田彩 - 太田艾咪（業務提攜） - 大谷理美 - 岡本奈美 - 緒乃冬華 - 大森日雅 | 行 - 加藤郁子 - 門知子（業務提攜） - 金田朋子 - 希山明里 - 清都亞理沙 - 國仲奏繪 - 倉內麻里香 - 小久保史織 - 椛島光 行 - 櫻井未來 - 佐藤花 - 鈴木萬由香 - 瀨野留里香 - 千石愛 | 行 - 高島由紀子 - 武田佳子 - 富岡美沙子 - 富田美穗 行 - 西川真美 - 西田有愛 | 行 - 平田裕香（業務提攜） - 平山聰美 - 廣瀨沙夜 - 福原綾香 行 - 松本夕紀 - 溝口奈菜 - 三野友華子 - 持月玲依 - 森田樹優 行 - 和井瑞希 行 - 上地晶（うえち あき） |

### 預留
| 行 - 我妻麻衣 - 飯紗幸 - 井之上史織 - 小笠原健太郎 - 大內櫻子 行 - 佳久創 - 風間悠介 - 日下純 - 今野悠人 | 行 - 櫻野七海 - 柴紅音 - 志摩淳 - 霜月紫 - 白那美杏樹 行 - 高里桃子 - 多谷結衣 | 行 - 中津真莉 - 二階堂結友 - 布目直樹 - 望海將太郎 - 野長瀨美慧 | 行 - 堀曜宏 行 - 石桃花 行 - 八神結香 - 吉田龍介 |

### 準預留
| 行 - 愛堂希來里 - 赤塚珠莉 - 朝日太一 - 安藤由菜 - 上田瀨七 - 及川南 - 大真璃子 行 - 窪田伊真 - 兒玉美樹 - 小湊加也乃 | 行 - 齋藤未空 - 櫻町侑里 - 東雲優作 - 涼屋杏 行 - 立石千絢 - 恒松悠太 - 寺田尚弘 行 - 夏來沙瑪 - 夏光 | 行 - 函館羅賓侑希 - 林祐人 - 原田萌 - 晴富櫻 - 福久彩香 - 藤田悠矢 - 本田彩華 行 - 山中斗 |

## 過往主要所屬藝人

### 男性
行
- 東野純直（日语：東野純直）（自由職業）
- 岩田光央（現所屬：青二Production）

行
- 川本成（日语：川本成）（業務提攜，現所屬：萩本企劃（日语：萩本企画））
- 久保田武藏（日语：久保田武蔵）（業務提攜）
- 河野智平（現所屬：actor-noix）
- 小松史法（自由職業）
- 後藤浩輝（日语：後藤ヒロキ）（自由職業）
- 哥布林（日语：ゴブリン (声優)）（現所屬：大澤事務所）

行
- 齊藤涼津（日语：斉藤リョーツ）（現所屬：Twinkle Corporation（日语：トゥインクル・コーポレーション））
- 上晶（現所屬：Object）

行
- 浪川大輔（現所屬：Stay Luck代表）
- 野澤大悟（現所屬：bamboo）

行
- 古野顯一（現所屬：大澤事務所）

行
- 羅瓦健治（日语：ロア健治）（現所屬：Production Ace）

### 女性
行
- 伊奈原遙香（引退）
- 石橋優子（日语：石橋優子）
- 上原璃奈（日语：上原璃奈）

行
- 小林遙子（日语：小林遥子）
- 小牧未侑（現所屬：PEERLESS GERBERA）
- 小松美智子（日语：小松美智子）（現所屬：Extension）

行
- 佐久間未帆（日语：佐久間未帆）（自由職業）
- 澤口千惠（自由職業）
- 佐藤奏美
- 真原彩（日语：真原彩）（現所屬：Stardust Promotion）

行
- 高岡香（日语：高岡香）（現所屬：Quatre Stella（日语：キャトルステラ））
- 高島雅羅（現所屬：青二Production）
- 玉手瑞紀（日语：玉手みずき）
- 寺島愛（日语：寺島愛）
- 戶梶惠理子（日语：戸梶恵理子）

行
- 中西優香（引退）
- 仲村萌實（日语：仲村萌実）（引退）
- 夏日凜子（日语：夏日凜子）[3]
- 西口杏里沙（引退）[4][5]

行
- 口曉里（自由職業）
- 藤野泰子（日语：藤野泰子）（自由職業）
- 全壘打那美智（日语：ホームランなみち）（現所屬：Surprise）

行
- 真坂美帆（日语：真坂美帆）（現所屬：Just Production（日语：ジャストプロ））
- 松本夕紀（日语：松本夕紀）（自由職業）
- 三木晶（日语：三木晶）（現所屬：Rush Style）
- 水木悠奈（日语：水木ゆうな）（現所屬：Office Keyword（日语：オフィスキイワード））
- 水原薰（自由職業）

行
- 湯淺楓（現所屬：Mausu Promotion）
- 雪乃沙耶香（日语：雪乃さやか）（自由職業）

## 從Across Entertainment獨立的事務所
- Stay Luck（2012年）

## 外部連結
- 株式會社Across Entertainment公式官網（页面存档备份，存于） （日語）
- 株式會社Across公式官網（页面存档备份，存于） （日語）
- 【官方】Across Entertainment的X（前Twitter） （日語）